# Otočić Golac (ö i Kroatien, lat 44,03, long 15,23)
Otočić Golac är en ö i Kroatien.   Den ligger i länet Zadars län, i den södra delen av landet, 210 km söder om huvudstaden Zagreb. Arean är 112 kvadratkilometer.
Terrängen på Otočić Golac är platt. Öns högsta punkt är 264 meter över havet. Den sträcker sig 30,4 kilometer i nord-sydlig riktning, och 31,6 kilometer i öst-västlig riktning.
Följande samhällen finns på Otočić Golac:
- Preko
- Kali
- Ugljan
- Tkon